# Henri Laaksonen
Henri Joona Julius Laaksonen (Lohja, 31 maart 1992) is een Fins-Zwitsers tennisser.

## Carrière
Laaksonen kwam tot in 2010 uit voor zijn geboorteland Finland maar nadien voor het geboorteland van zijn vader die kortstondig op beperkt proflevel tennis speelde. In 2009 maakte hij zijn profdebuut en won zijn eerste challenger in 2015. Het jaar erop won hij twee challengers, in 2017 speelde hij de eerste ronde op Wimbledon en de US Open maar ging er telkens uit in de eerste ronde. In 2018 won hij aan de zijde van de Fin Harri Heliövaara twee challengers in het dubbelspel.
In 2019 won hij opnieuw twee challengers ditmaal in het enkelspel en haalde op de Australian Open, Roland Garros en de US Open telkens de tweede ronde. In 2020 verloor hij in de eerste ronde op Roland Garros. In 2021 won hij zijn zesde challenger en verloor in de eerste ronde op de Australian Open. Op Roland Garros en de US Open slaagde hij erin op de derde ronde te bereiken. In 2022 veroor hij in de eerste ronde op de Australian Open, bereikte de tweede ronde op Roland Garros en verloor opnieuw in de eerste ronde op Wimbledon.

## Palmares
| Legenda                       | Legenda               |
| ----------------------------- | --------------------- |
| Grand Slam                    |                       |
| Olympische Spelen             |                       |
| tot 2009                      | vanaf 2009            |
| Tennis Masters Cup            | ATP Finals            |
| ATP Masters Series            | ATP Tour Masters 1000 |
| ATP International Series Gold | ATP Tour 500          |
| ATP International Series      | ATP Tour 250          |

### Enkelspel
| Nr.                  | Datum             | Toernooi  | Ondergrond    | Tegenstander in finale | Score         | Details |
| -------------------- | ----------------- | --------- | ------------- | ---------------------- | ------------- | ------- |
| gewonnen challengers |                   |           |               |                        |               |         |
| 1.                   | 21 november 2015  | Champaign | Hardcourt (i) | Taylor Fritz           | 4-6, 6-2, 6-2 |         |
| 2.                   | 12 september 2016 | Shanghai  | Hardcourt     | Jason Jung             | 6-3, 6-3      |         |
| 3.                   | 19 november 2016  | Champaign | Hardcourt (i) | Ruben Bemelmans        | 7-5, 6-3      |         |
| 4.                   | 17 februari 2019  | Bangkok   | Hardcourt     | Dudi Sela              | 6-2, 6-4      |         |
| 5.                   | 12 mei 2019       | Rome      | Gravel        | Gian Marco Moroni      | 6-7, 7-6, 6-2 |         |
| 6.                   | 3 oktober 2021    | Orléans   | Hardcourt (i) | Dennis Novak           | 6-1, 2-6, 6-2 |         |

### Dubbelspel
| Nr.                  | Datum           | Toernooi        | Ondergrond | Partner          | Tegenstander in finale            | Score    | Details |
| -------------------- | --------------- | --------------- | ---------- | ---------------- | --------------------------------- | -------- | ------- |
| gewonnen challengers |                 |                 |            |                  |                                   |          |         |
| 1.                   | 14 juli 2018    | Båstad          | Gravel     | Harri Heliövaara | Zdenek Kolar Gonçalo Oliveira     | 6-4, 6-3 |         |
| 2.                   | 4 november 2018 | Charlottesville | Hardcourt  | Harri Heliövaara | Toshihide Matsui Frederik Nielsen | 6-3, 6-4 |         |

## Resultaten grote toernooien
| Legenda | Legenda                          |
| ------- | -------------------------------- |
| g.t.    | geen toernooi gehouden           |
| l.c.    | lagere categorie                 |
| –       | niet deelgenomen                 |
| G       | uitgeschakeld in de groepsfase   |
| 1R      | uitgeschakeld in de eerste ronde |
| 2R      | uitgeschakeld in de tweede ronde |
| 3R      | uitgeschakeld in de derde ronde  |
| 4R      | uitgeschakeld in de vierde ronde |
| KF      | uitgeschakeld in de kwartfinale  |
| HF      | uitgeschakeld in de halve finale |
| F       | de finale verloren               |
| W       | het toernooi gewonnen            |
| w-v     | winst/verlies-balans             |

### Enkelspel
| toernooi          | 2017 | 2018 | 2019 | 2020 | 2021 | 2022 |
| ----------------- | ---- | ---- | ---- | ---- | ---- | ---- |
| Australian Open   | –    | –    | 2R   | –    | 1R   | 1R   |
| Roland Garros     | –    | –    | 2R   | 1R   | 3R   | 2R   |
| Wimbledon         | 1R   | –    | –    | –    | –    | 1R   |
| US Open           | 1R   | –    | 2R   | –    | 3R   | –    |
| Statistieken      |      |      |      |      |      |      |
| titels per jaar   | 0    | 0    | 0    | 0    | 0    | 0    |
| eindejaarsranking | 121  | 169  | 104  | 134  | 98   |      |